# ۲۰ سانتی‌متر
۲۰ سانتی‌متر (اسپانیایی: 20 centímetros‎) یک فیلم موزیکال اسپانیایی-فرانسوی است که در سال ۲۰۰۵ منتشر شد. این فیلم دربارهٔ زندگی یک زن تراجنسیتی نارکولپتیک است که برای انجام عمل جراحی برای رفع مشکل «۲۰ سانتی‌متری» خود تلاش می‌کند.
فیلم بر پایهٔ نقدهای ۱۶ منتقد سینما، نمره ۴۴٪ را در وبگاه راتن تومیتوز به دست آورد.

## بازیگران
- پابلو پویول
- پیلار باردم
- روسی د پالما
- لولا دوئنیاس
- نایوا نیمری
- ماکارنا گومس
- بیسنته آرو